# Liste des îles d'Oman
Voici une liste par ordre alphabétique des îles appartenant à Oman.
- Ad Dimaniyat[1]
  - Al Jawn - (3 îles)
  - Huyoot
  - Kharabah
  - Qismah - appartenant à Um As Sakan (la Grande montagne)
  - Um Al Liwahah (Le Phare) - appartenant à Um As Sakan
- Al Hillaniyat[2]
  - Al Haskiyah
  - Al Hillaniya[à vérifier]
  - Al Qibliya
  - As Sawda
  - Île aux oiseaux
- Khuriya Muriya
  - Al-Hallaniyah
- Masirah et îles voisines[3]
  - Chaanazi
  - Kalban
  - Masirah
  - Marsis